# Tactic
Tactic (del poqomchí', significa «Tierra del Durazno ») es un municipio del departamento de Alta Verapaz ubicado en la región conocida como Bosque lluvioso subtropical en la República de Guatemala. Según el censo de 2018, tiene una población de 38 052 habitantes.
Se encuentra ubicado en un extenso valle, junto a altas montañas. En el lugar hay mucha neblina que cubre toda la región, provocando así un clima muy lluvioso y frío, así como también grandes ventiscas.
Tactic fue colonizado pacíficamente en el proceso llamado Capitulaciones de Tezulutlán por fray Bartolomé de las Casas, O.P., y otros frailes dominicos, y ya para el 2 de julio de 1545 se celebraron los primeros bautismos de la localidad. En 1638, Tactic fue uno de los poblados que conformaron la doctrina dominica de la Verapaz, aunque en 1754, por las Reformas Borbónicas, los dominicos tuvieron que entregar sus doctrinas al clero secular, y Tactic pasó a ser parte de un curato.
Tras la Independencia de Centroamérica en 1821, Tactic fue uno de los municipios originales del Estado de Guatemala en 1825; se encontraba en el departamento de Verapaz, cuya cabecera era Cobán. Luego, en 1877, fue asignado a la jurisdicción de Alta Verapaz.  
Los alemanes formaron una nueva colonia en Alta Verapaz a finales del siglo xix gracias a generosas concesiones otorgadas por los presidentes liberales Manuel Lisandro Barillas Bercián, José María Reyna Barrios y Manuel Estrada Cabrera.; se organizaron en una comunidad muy unida y solidaria. En 1892, los esposos Anne y Alfred Percival Maudslay visitaron Guatemala y viajaron por la Verapaz; describieron a Tactic como un pueblecito que solo servía para los viajeros que iban de Cobán al puerto de Panzós.  La Sra. Maudslay menciona que los ayudó el Sr. Thomae telegrafiando con anticipación para reservarles un lugar para pernoctar, pues la localidad carecía de posada;  Thomae era en ese tiempo el principal finquero alemán en el área.  La influencia alemena perduró en la Verapaz aun después de que los colonos germanos fueron fuertemente afectados tras las derrotas de Alemania en la Primera y Segunda Guerra Mundial.
En 1970 se creó la Franja Transversal del Norte, y aunque Tactic no era parte de la misma, sí colindaba con ella y se vio afectado cuando a mediados de la década de 1970, se descubrió petróleo en la zona el ejército y la guerrilla del Ejército Guerrillero de los Pobres se enfrentaron en fieros combates, principalmente en el departamento de Quiché.
El 24 de mayo de 1984 el jefe de Estado Oscar Humberto Mejía Victores elevó a la categoría de Villa la cabecera Municipal de Tactic.

## Toponimia
En la época prehispánica, el valle que ocupa el municipio de Tactic se llamaba «Chiabáatz» (español: «Cerca de los monos»), «“Ruk’ux’ Akal»” y «Ratzúum Ak’al». Se refería a una localidad donde se ubica el moderno Pozo Vivo, llegando hasta el paraje «Chahbalk’ooy» (español: «Tendero de Monos»).[cita requerida]
Tactic pudo derivarse de las voces pocomchíes siguientes: 
- «Sac» (español: «blanco»), «tic» (español: «durazno»); que significaría:  «Tierra del Durazno Blanco»
- «Pan» (español: «en el»), «tic» (español: «durazno»); es decir: «En el Durazno», o bien «En el Duraznal»
- «Tac-Aj-Tic», o sea «Vamos a la Tierra del Durazno»
- «Tac» (español: «vamos al»), «Tic» (español: «durazno»), que tendría el significado de  «Vamos al Durazno» o «Vamos al Duraznal».  [cita requerida]

El origen del nombre podría ser debido a que durante la colonia española en esa región existían muchos sembrados de durazno.  El licenciado en lingüística Rafael Girardi indica que «el nombre actual de la villa de Tactic no se sabe exactamente de que vocablo proviene, ya que a través del tiempo y la historia ha sufrido una serie de transformaciones de los cuales encontramos como nombre muy antiguo en español Taltic, Pantic, Taltique, Saqtik, Jatik Y Tactic»; estos nombres pertenecen a la etimología Pocomchi. Lo único que ha conservado es el sufijo pocomchí «tic» (español: «siembra» o «durazno»).[cita requerida]

## Demografía
Está ubicado en un valle con abundancia de reservas de agua y amplias planicies, y cuenta con variada vegetación. Tactic tiene un casco relacional de aproximadamente de treinta mil habitantes, de los cuales diez mil residen en la cabecera municipal el resto en el área rural. El 56% de la población son mujeres y el 44% restante, hombres.
La estructuración social de este municipio es de un 87% compuesta por indígenas Poqomchi' y un restante entre mestizos, y blancos.{[cr}}

## Geografía física

### Clima
La cabecera municipal de Tactic tiene clima templado (Clasificación de Köppen: Cfb).
| Parámetros climáticos promedio de Tactic | Parámetros climáticos promedio de Tactic | Parámetros climáticos promedio de Tactic | Parámetros climáticos promedio de Tactic | Parámetros climáticos promedio de Tactic | Parámetros climáticos promedio de Tactic | Parámetros climáticos promedio de Tactic | Parámetros climáticos promedio de Tactic | Parámetros climáticos promedio de Tactic | Parámetros climáticos promedio de Tactic | Parámetros climáticos promedio de Tactic | Parámetros climáticos promedio de Tactic | Parámetros climáticos promedio de Tactic | Parámetros climáticos promedio de Tactic |
| Mes                                      | Ene.                                     | Feb.                                     | Mar.                                     | Abr.                                     | May.                                     | Jun.                                     | Jul.                                     | Ago.                                     | Sep.                                     | Oct.                                     | Nov.                                     | Dic.                                     | Anual                                    |
| ---------------------------------------- | ---------------------------------------- | ---------------------------------------- | ---------------------------------------- | ---------------------------------------- | ---------------------------------------- | ---------------------------------------- | ---------------------------------------- | ---------------------------------------- | ---------------------------------------- | ---------------------------------------- | ---------------------------------------- | ---------------------------------------- | ---------------------------------------- |
| Temp. máx. media (°C)                    | 20.1                                     | 21.8                                     | 23.3                                     | 23.9                                     | 24.1                                     | 23.2                                     | 22.4                                     | 23.0                                     | 23.0                                     | 22.1                                     | 21.3                                     | 20.9                                     | 22.4                                     |
| Temp. media (°C)                         | 15.2                                     | 16.3                                     | 17.6                                     | 18.4                                     | 19.0                                     | 19.0                                     | 18.4                                     | 18.7                                     | 18.7                                     | 17.9                                     | 16.9                                     | 16.1                                     | 17.7                                     |
| Temp. mín. media (°C)                    | 10.4                                     | 10.8                                     | 11.9                                     | 13.0                                     | 14.0                                     | 14.8                                     | 14.5                                     | 14.4                                     | 14.4                                     | 13.7                                     | 12.5                                     | 11.4                                     | 13                                       |
| Precipitación total (mm)                 | 78                                       | 44                                       | 68                                       | 58                                       | 140                                      | 287                                      | 258                                      | 233                                      | 283                                      | 233                                      | 142                                      | 79                                       | 1903                                     |
| Fuente: Climate-Data.org                 |                                          |                                          |                                          |                                          |                                          |                                          |                                          |                                          |                                          |                                          |                                          |                                          |                                          |

### Ubicación geográfica
El pueblo de Tactic, en el departamento de Alta Verapaz, está dividido en dos barrios, el Barrio Asunción y el Barrio San Jacinto. En mayo de 1993, con la nomenclatura de calles y avenidas, el pueblo quedó integrado en ocho zonas. La localización de la cabecera municipal se encuentra a la orilla de la carretera que comunica a las Verapaces con la ciudad capital de Guatemala en la Carretera ca14. Sus colindancias son:
- Norte: Cobán, municipio del departamento de Alta Verapaz
- Sur: San Miguel Chicaj, municipio del departamento de Baja Verapaz
- Este: Tamahú municipio del departamento de Alta Verapaz
- Oeste: Santa Cruz Verapaz, municipio del departamento de Alta Verapaz[12]

|                           | Norte: Cobán           |              |
| Oeste: Santa Cruz Verapaz |                        | Este: Tamahú |
|                           | Sur: San Miguel Chicaj |              |

## Gobierno municipal
Los municipios se encuentran regulados en diversas leyes de la República, que establecen su forma de organización, lo relativo a la conformación de sus órganos administrativos y los tributos destinados para los mismos.  Aunque se trata de entidades autónomas, se encuentran sujetos a la legislación nacional y las principales leyes que los rigen desde 1985 son:
| N.º | Ley                                                | Descripción |
| --- | -------------------------------------------------- | --- |
| 1   | Constitución Política de la República de Guatemala | Tiene una regulación legal específica para los municipios en los artículos 253 al 262. |
| 2   | Ley Electoral y de Partidos Políticos              | Ley de carácter constitucional aplicable a los municipios en el tema de la conformación de sus autoridades electas. |
| 3   | Código Municipal                                   | Decreto 12-2002 del Congreso de la República de Guatemala. Tiene la categoría de ley ordinaria y contiene preceptos generales aplicables a todos los municipios, e inclusive contiene legislación referente a la creación de los municipios.             |
| 4   | Ley de Servicio Municipal                          | Decreto 1-87 del Congreso de la República de Guatemala. Regula las relaciones entra la municipalidad y los servidores públicos en materia laboral. Tiene su base constitucional en el artículo 262 de la constitución que ordena la emisión de la misma. |
| 5   | Ley General de Descentralización                   | Decreto 14-2002 del Congreso de la República de Guatemala. Regula el deber constitucional del Estado, y por ende del municipio, de promover y aplicar la descentralización y desconcentración económica y administrativa.                                |

El gobierno de los municipios está a cargo de un Concejo Municipal mientras que el código municipal —ley ordinaria que contiene disposiciones que se aplican a todos los municipios— establece que «el concejo municipal es el órgano colegiado superior de deliberación y de decisión de los asuntos municipales […] y tiene su sede en la circunscripción de la cabecera municipal»; el artículo 33 del mencionado código establece que «[le] corresponde con exclusividad al concejo municipal el ejercicio del gobierno del municipio».
El concejo municipal se integra con el alcalde, los síndicos y concejales, electos directamente por sufragio universal y secreto para un período de cuatro años, pudiendo ser reelectos.
Existen también las Alcaldías Auxiliares, los Comités Comunitarios de Desarrollo (COCODE), el Comité Municipal del Desarrollo (COMUDE), las asociaciones culturales y las comisiones de trabajo. Los alcaldes auxiliares son elegidos por las comunidades de acuerdo a sus principios y tradiciones, y se reúnen con el alcalde municipal el primer domingo de cada mes, mientras que los Comités Comunitarios de Desarrollo y el Comité Municipal de Desarrollo organizan y facilitan la participación de las comunidades priorizando necesidades y problemas.
Los alcaldes que ha habido en el municipio son:
- 2012-2020: Edin Guerrero[14]
- 2020-2024: Julio Asig

## Historia

### Época prehispánica
Durante la época prehispánica existían en los alrededores del lugar únicamente centro Ceremoniales; estos centros estaban localizados en Chiáchan, Guaxpac, Janté, Chiji, Cuyquel, Patal, Pansalché, y Chiacal. También existía un cerro ceremonial en Chi-ixim, lugar donde se reunían en luna llena los caciques, sacerdotes y otros principales de la población; le seguía Chicán en importancia como el centro ceremonial más grande. Tactic fue un asentamiento de poderío político y económico entre los Pocomes.
Existen dos corrientes acerca de cómo llegaron los antiguos Poqomchíes a este valle de Tactic, salieron los Pocomchies del área de Rabinal después de una guerra con los Quichés, por las cumbres de Purulhá, hasta Tucurú, de Tucurú en grupo siguió las aguas del Polochic hacia Tamahú, allí hubo otro asentamiento de Pocomchies.

### Los dominicos en la Verapaz

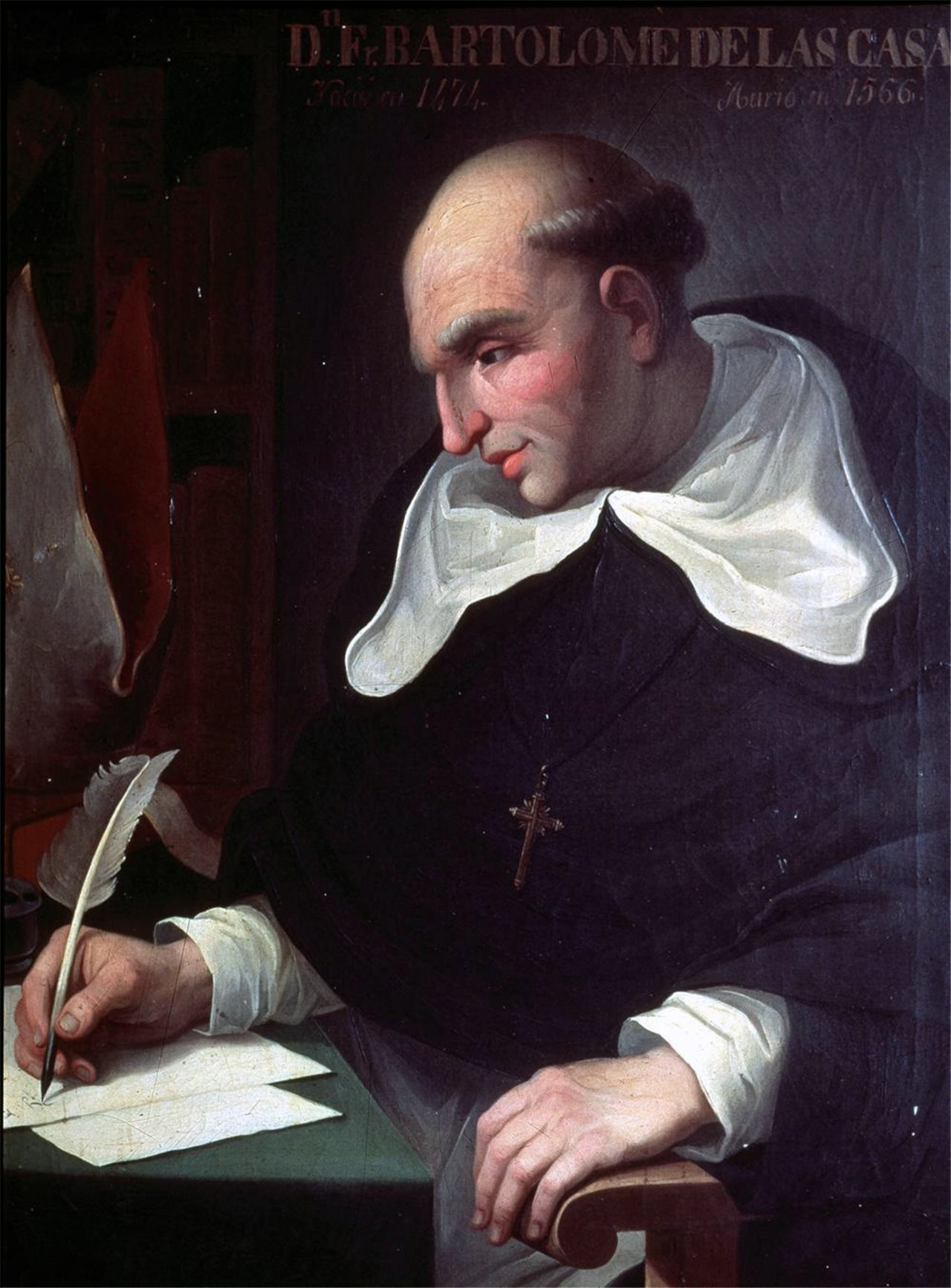
Fray Bartolomé de las Casas, O.P., quien junto a los frailes Rodrigo de Landa, Pedro de Angulo y Luis de Cáncer iniciaron la catequización de las Verapaces en 1542.

En noviembre de 1536, el fraile Bartolomé de las Casas, O.P. se instaló en Santiago de Guatemala. Meses después el obispo Juan Garcés, que era amigo suyo, le invitó a trasladarse a Tlascala. Posteriormente, volvió a trasladarse a Guatemala. El 2 de mayo de 1537 consiguió del gobernador licenciado Don Alfonso de Maldonado un compromiso escrito ratificado el 6 de julio de 1539 por el Virrey de México Don Antonio de Mendoza, que los nativos de Tuzulutlán, cuando fueran conquistados, no serían dados en encomienda sino que serían vasallos de la Corona. Las Casas, junto con otros frailes como Pedro de Angulo y Rodrigo de Ladrada, buscó a cuatro indios cristianos y les enseñó cánticos cristianos donde se explicaban cuestiones básicas del Evangelio. Posteriormente encabezó una comitiva que trajo pequeños regalos a los indios (tijeras, cascabeles, peines, espejos, collares de cuentas de vidrio...) e impresionó al cacique, que decidió convertirse al cristianismo y ser predicador de sus vasallos. El cacique se bautizó con el nombre de Juan. Los nativos consintieron la construcción de una iglesia pero otro cacique llamado Cobán quemó la iglesia. Juan, con 60 hombres, acompañado de Las Casas y Pedro de Angulo, fueron a hablar con los indios de Cobán y les convencieron de sus buenas intenciones.
Las Casas, fray Luis de Cáncer, fray Rodrigo de Ladrada y fray Pedro de Angulo, O.P. tomaron parte en el proyecto de reducción y pacificación, pero fue Luis de Cáncer quien fue recibido por el cacique de Sacapulas logrando realizar los primeros bautizos de los habitantes. El cacique «Don Juan» tomó la iniciativa de casar a una de sus hijas con un principal del pueblo de Cobán bajo la religión católica.
Las Casas y Angulo fundaron el pueblo de Rabinal, y Cobán fue la cabecera de la doctrina católica. Tras dos años de esfuerzo el sistema de reducción comenzó a tener un éxito relativo, pues los indígenas se trasladaron a terrenos más accesibles y se fundaron localidades al modo español. El nombre de «Tierra de Guerra» fue sustituido por el de «Vera Paz» (verdadera paz), denominación que se hizo oficial en 1547.
El 2 de julio de 1545 con la celebración de los primeros bautismos se instituyó la parroquia o doctrina de Tactic.

### Doctrina de los dominicos

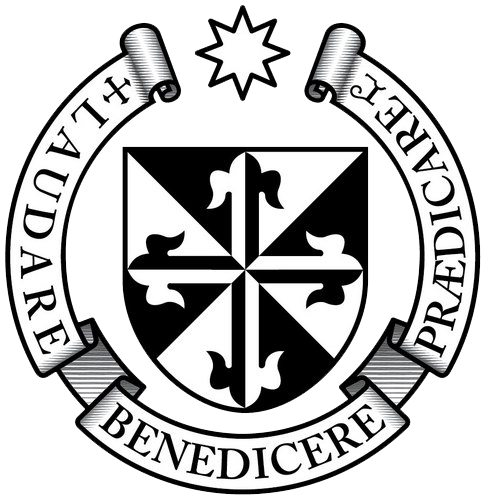
Escudo de la Orden de Predicadores.

La Corona española se enfocó en la catequización de los indígenas; las congregaciones fundadas por los misioneros reales en el Nuevo Mundo fueron llamadas «doctrinas de indios» o simplemente «doctrinas». Originalmente, los frailes tenían únicamente una misión temporal: enseñarle la fe católica a los indígenas, para luego dar paso a parroquias seculares como las establecidas en España; con este fin, los frailes debían haber enseñado los evangelios y el idioma español a los nativos. Ya cuando los indígenas estuvieran catequizados y hablaran español, podrían empezar a vivir en parroquias y a contribuir con el diezmo, como hacían los peninsulares.
Pero este plan nunca se llevó a cabo, principalmente porque la corona perdió el control de las órdenes regulares tan pronto como los miembros de éstas se embarcaron para América. Por otra parte, protegidos por sus privilegios apostólicos para ayudar a la conversión de los indígenas, los misionares solamente atendieron a la autoridad de sus priores y provinciales, y no a la de las autoridades españolas ni a las de los obispos. Los provinciales de las órdenes, a su vez, únicamente rendían cuentas a los líderes de su orden y no a la corona; una vez habían establecido una doctrina, protegían sus intereses en ella, incluso en contra de los intereses del rey y de esta forma las doctrinas pasaron a ser pueblos de indios que se quedaron establecidos para todo el resto de la colonia.
Las doctrinas fueron fundadas a discreción de los frailes, ya que tenían libertad completa para establecer comunidades para catequizar a los indígenas, con la esperanza de que estas pasaran con el tiempo a la jurisdicción de una parroquia secular a la que se le pagaría el diezmo; en realidad, lo que ocurrió fue que las doctrinas crecieron sin control y nunca pasaron al control de parroquias. La administración colectiva por parte del grupo de frailes eran la característica más importante de las doctrinas ya que garantizaba la continuación del sistema de la comunidad en caso falleciese uno de los dirigentes.
En 1638, los dominicos separaron a sus grandes doctrinas —que les representaban considerables ingresos económicos— en grupos centrados en sus seis conventos:  Los conventos estaban en: la ciudad de Santiago de los Caballeros de Guatemala, Amatitlán, Verapaz, Sonsonate, San Salvador y Sacapulas. Específicamente en la Verapaz, la doctrina abarcaba los poblados de Cahabón, Cobán, Chamelco, San Cristóbal y Tactic.

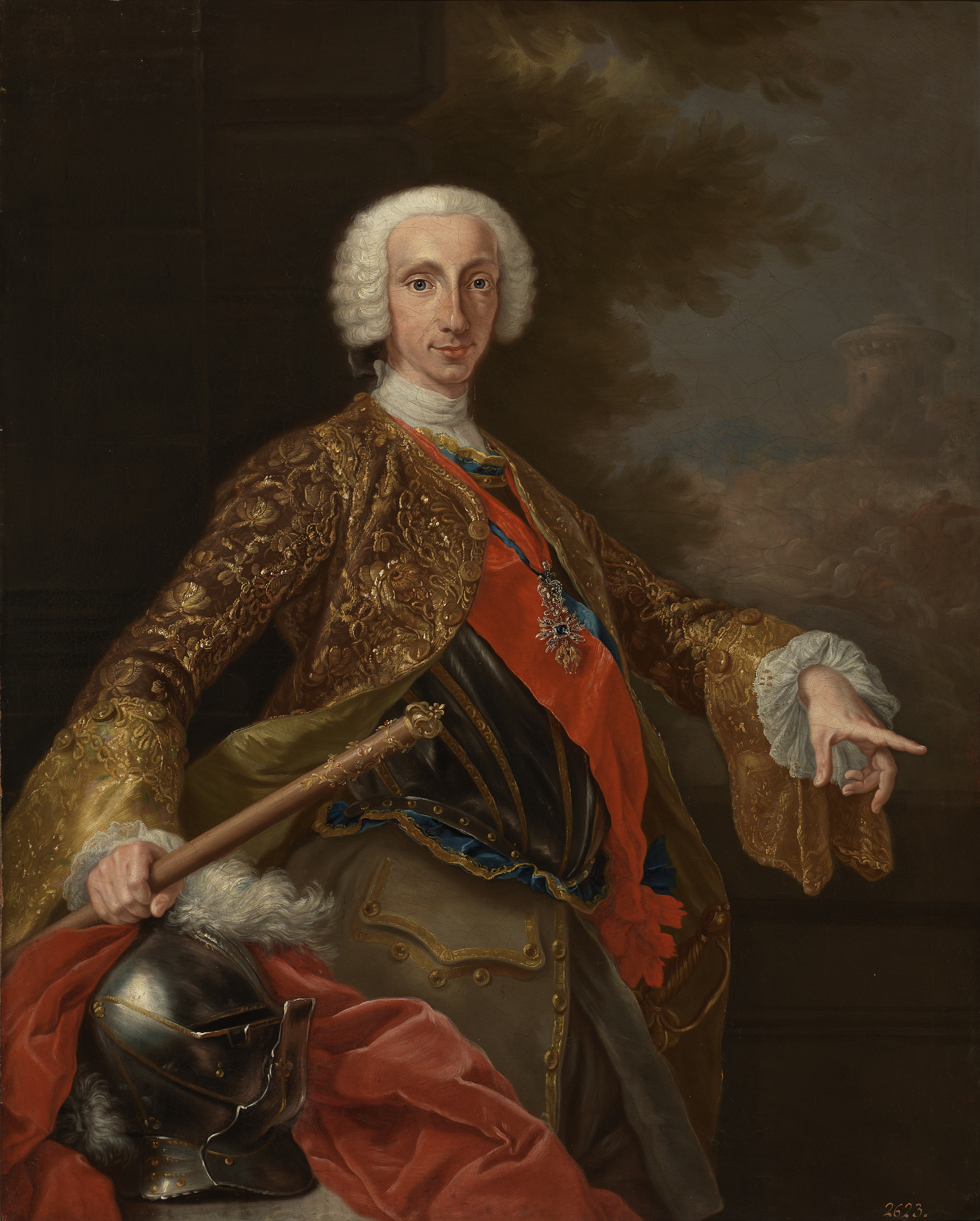
Rey Carlos III de España, promotor de las reformas borbónicas.

En 1754, en virtud de una Real Cédula parte de las Reformas Borbónicas, todos los curatos de las órdenes regulares fueron traspasados al clero secular. En 1765 se publicaron las reformas borbónicas de la Corona española, que pretendían recuperar el poder real sobre las colonias y aumentar la recaudación fiscal. Con estas reformas se crearon los estancos para controlar la producción de las bebidas embriagantes, el tabaco, la pólvora, los naipes y el patio de gallos. La real hacienda subastaba el estanco anualmente y un particular lo compraba, convirtiéndose así en el dueño del monopolio de cierto producto. Ese mismo año se crearon cuatro subdelegaciones de la Real Hacienda en San Salvador, Ciudad Real, Comayagua y León y la estructura político administrativa de la Capitanía General de Guatemala cambió a quince provincias:

### Tras la Independencia de Centroamérica
El Estado de Guatemala fue definido de la siguiente forma por la Asamblea Constituyente de dicho estado que emitió la constitución del mismo el 11 de octubre de 1825: «el estado conservará la denominación de Estado de Guatemala y lo forman los pueblos de Guatemala, reunidos en un solo cuerpo.  El estado de Guatemala es soberano, independiente y libre en su gobierno y administración interior.»
Tactic fue uno de los municipios originales del Estado de Guatemala en 1825; se encontraba en el departamento de Verapaz cuya cabecera era Cobán y tenía a los municipios de Cobán, Cahabón, Tactic, Salamá y Rabinal, además del distrito de Petén.

### Reforma Liberal: Presencia alemana
Por Acuerdo Gubernativo del 10 de diciembre de 1877 del presidente Justo Rufino Barrios, Tactic se desligó del departamento de Baja Verapaz y pasó a ser jurisdicción de Alta Verapaz.  En 1900 el primer alcalde municipal, fue Miguel Peláez y el síndico primero Crecencio Tujab.
Los alemanes formaron una nueva colonia en Alta Verapaz a finales del siglo xix gracias a generosas concesiones otorgadas por los presidentes liberales Manuel Lisandro Barillas Bercián, José María Reyna Barrios y Manuel Estrada Cabrera.; se organizaron en una comunidad muy unida y solidaria, realizando actividades sociales en el Club Alemán o Deutsche Verein, en Cobán, fundado en 1888. En sus inicios, este grupo solo estaba compuesto por socios germanos. El lugar fue remodelado y equipado para dar un ambiente agradable, donde los alemanes se sintieran como en su país. Contaba con una biblioteca, con libros y revistas donados por quienes viajaban a Alemania. A día de hoy, donde antes estaba este club, ahora se encuentra la Sociedad de Beneficencia.
| En la década de 1890, el arqueólogo inglés Alfred Percival Maudslay y su esposa, Anne Maudslay visitaron Guatemala, y cuando viajaron por la Verapaz describió a Tactic términos poco favorables: «Después llegamos al feo pueblecito de Tactic, en donde soplaba mucho viento; ése era el lugar de descanso frecuentado por los viajeros que iban de Cobán al puerto de Panzós. A los viajeros generalmente les va bastante mal, ya que aparentemente, el pequeño poblado solamente ofrece una posada, la que tiene únicamente un dormitorio; y si no hubiera sido por la idea del Sr. Thomae de telegrafiar con anticipación para reservarnos el lugar, quizá habríamos compartido el cuartito con viajeros locales, arrieros y perros, y probablemente nos hubiéramos ido a dormir sin cenar.» —Anne Cory Maudslay A glimpse at Guatemala, 1899 |

Por el creciente número de niños alemanes verapacenses, se formó una escuela alemana para que la educación académica fuera más fiel al Deutschtum (alemanización). En 1935, Juan Schlatermund fue el encargado del comité para la fundación del Colegio Alemán o Deutsche Schule en Cobán. Para los niños que vivían en fincas lejanas se instaló, en 1936, dormitorios y comedor. En el primer año hubo 12 estudiantes, el siguiente fueron 30. Julio Justin fue el primer director. El establecimiento educativo alcanzó a tener 60 estudiantes antes de que lo clausuraran en 1941. Años después, algunas fincas tenían sus escuelas, donde estudiaban los hijos de los alemanes (patronos) con los hijos de los keqchíes (trabajadores). A los alemanes se les permitió la doble nacionalidad, los hijos de alemanes podían ser guatemaltecos por nacer y vivir allí sin perder el ser alemanes por parte de sus padres.
La influencia alemena perduró en la Verapaz aun después de que los colonos germanos fueron fuertemente afectados tras las derrotas de Alemania en la Primera y Segunda Guerra Mundial: quedan vestigios de la descendencia, el comercio, la producción de café y cardamomo, además de infraestructura y sistemas de agricultura alemanes.

### Franja Transversal del Norte
La Franja Transversal del Norte fue creada oficialmente durante el gobierno del general Carlos Arana Osorio en 1970, mediante el Decreto 60-70 en el Congreso de la República, para el establecimiento de desarrollo agrario. Las Zonas de Desarrollo Agrario estaban comprendidas dentro de los municipios: Santa Ana Huista, San Antonio Huista, Nentón, Jacaltenango, San Mateo Ixcatán, y Santa Cruz Barillas en Huehuetenango; Chajul y San Miguel Uspantán en el Quiché; Cobán, Chisec, San Pedro Carchá, Lanquín, Senahú, Cahabón y Chahal, en Alta Verapaz y la totalidad del departamento de Izabal.
Aunque Tactic no era parte de la Franja, sí colindaba con ella y se vio afectado cuando a mediados de la década de 1970, se descubrió petróleo en la zona y altos oficiales guatemaltecos —incluyendo los expresidentes Fernando Romeo Lucas García y Kjell Eugenio Laugerud García— se convirtieron entonces en grandes terratenientes e inversionistas aprovechando las políticas de traslado de campesinos, acceso a información privilegiada, ampliación del crédito público y grandes proyectos de desarrollo; de hecho, la oficialidad guatemalteca formó el Banco del Ejército, y diversificó sus fondos de pensión.  Pero la presencia del Ejército Guerrillero de los Pobres en el departamento de Quiché, especialmente en la región petrolera de Ixcán, hizo que la guerra civil se recrudeciera en el área y los proyectos no se llevaran a cabo.  La región quedó en un parcial abandono hasta 2008, que se inició la construcción de la carretera en la franja.

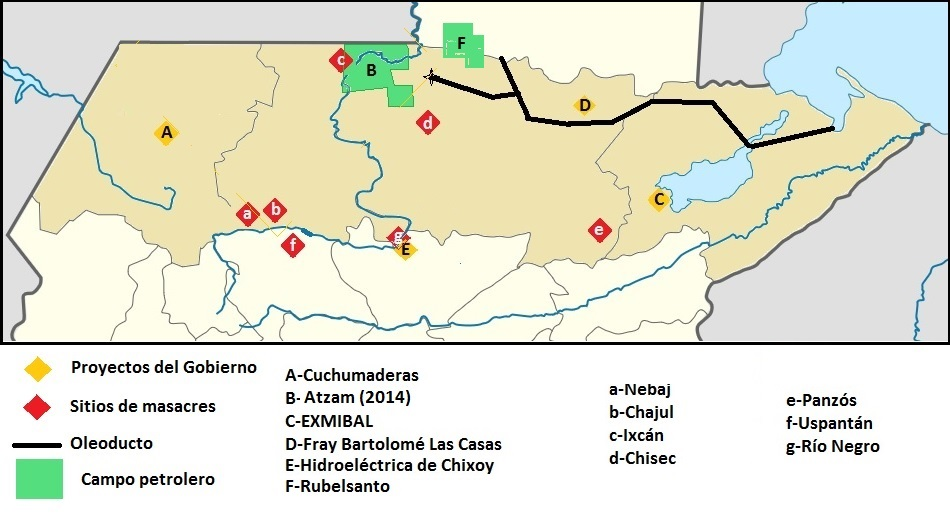
Ubicación de proyectos gubernamentales y de masacres en el área de la Franja Transversal del Norte. Obsérvese el campo petrolero de Atzam que se encuentra operativo en Ixcán.

Por acuerdo Gubernativo n.º 386 – 84 del 24 de mayo de 1984 el jefe de Estado Oscar Humberto Mejía Victores, acordó elevar a la categoría de Villa la cabecera Municipal de Tactic y finalmente, por acuerdo municipal n.º 042-85 del 10 de diciembre de 1985 se reconoció oficialmente el Escudo de la Municipalidad de Tactic diseñado por Edgar Rolando Hoenes Ponce.[cita requerida]

## Turismo
Entre sus lugares turísticos más importantes están: Chamche, caracterizado por sus aguas frías; el Templo de Chi-ixim, donde muchos fieles devotos van a pedirle al Cristo Negro de Chi-ixim, y el Pozo Vivo, con una impresionante historia de enamorados.[cita requerida]